# Коврига, Олег Владиславович
Оле́г Владисла́вович Коври́га (род. 30 декабря 1958, Москва) — московский музыкальный деятель, продюсер, промоутер, в 1980-е годы организатор многих подпольных рок-концертов, писатель. Известен как основатель и руководитель лейбла звукозаписи «Отделение Выход», специализирующегося на выпуске альбомов групп андерграундных направлений в роке, а также реставрации записей с квартирных концертов многих культовых исполнителей.
По профессии — химик, кандидат химических наук.

## Биография
Олег Коврига родился 30 декабря 1958 года в Москве, после школы выбрал для себя профессию химика и поступил в Московский институт тонкой химической технологии. Одновременно с этим уже с юных лет стал увлекаться западным рок-н-роллом, а в мае 1982 года впервые побывал на концерте «Аквариума» — выступление произвело на него очень сильное впечатление и пробудило интерес к русскому року, к которому до этого он относился со скептицизмом. Чуть позже к нему случайно попал концертный альбом Blues de Moscou группы «Зоопарк», после чего Коврига стал уже настоящим поклонником отечественного рока. В период 1983—1984 годов, когда со стороны власти начались массовые преследования рокеров, Коврига помогал некоторым музыкантам распространять подпольные магнитоальбомы и предпринял попытку организации первых квартирников.
Параллельно с увлечением роком продолжалась химическая карьера Олега Ковриги, после окончания института по распределению его направили в научно-производственное объединение «Пластик», где он проработал три года, затем в 1985 году поступил в аспирантуру научно-исследовательского физико-химического института имени Л. Я. Карпова. Впоследствии защитился там на тему «Исследование механизма разрушения и восстановления жёсткой фазы в термоэластопластах на примере трехблочных сополимеров стирол-бутадиен-стирол», потом пошёл работать в институт неорганической химии, не прекращая при этом деятельность на музыкальном поприще. Став постоянным участником московских рок-тусовок, организовывал концерты и записи таких видных музыкантов как Пётр Мамонов, Майк Науменко, Александр Башлачёв, сотрудничал с Умкой и её группой. В 1991 году получил предложение от Мамонова стать администратором его студии «Отделение Мамонов», занялся изданием альбомов под этим лейблом.
Студия просуществовала недолго, хотя там были записаны некоторые довольно интересные вещи, например, сольный альбом Святослава Задерия «Джазус Крест» и дебютный альбом группы «Рада и Терновник» «Графика». В конце 1992 года из-за противоречий с Мамоновым принял решение покинуть студию, перейдя в компанию «Тау-продукт». Набравшись издательского опыта, в 1994 году вместе с приятелем Евгением Гапеевым основал свой собственный лейбл «Отделение Выход». Одним из первых их релизов стал винил «Не могу кончить» группы «Выход», тем не менее, название лейбла никак не связано с названием этого коллектива, а заимствовано из песни Умки «Как трудно взрослеть», где есть следующие слова: «Если это был не выход, где же выход?».
Лейбл успешно выпускает диски отечественных рокеров и по сей день, кроме того, авторы уделяют особое внимание поиску и реставрации раритетных записей легендарных исполнителей. К примеру, они провели ремастеринг редчайшей записи Башлачёва, сделанной в ходе двух последних его концертов, и выпустили в виде полноценного альбома Башлачёв VII.
В 2009 году Олег Коврига сыграл эпизодическую роль монаха в фильме «Царь». В 2010 году, возвращаясь с фестиваля «Пустые холмы», попал в аварию, но остался жив, отделавшись переломами четырёх рёбер и ключицы.
В 2017 году вышла книга воспоминаний Олега Ковриги «Что я видел» (издательство «Выргород»), где он рассказывает о культовых персонажах русского рока и музыкального андеграунда.

## Отзывы
Это такой добрый гном, человек, которого абсолютно все любят. Не знаю, удастся ли вам найти человека, который его не любит. Олег, он удивительная личность, в том смысле, что он в нелёгкой среде, умудряется оставаться светлым человеком. В среде, в которой возникают обиды на пустом месте, конфликты. Иногда ты вскипаешь, и хочется с кем-то поссориться, и разозлиться, когда кто-то ведет себя реально просто по-свински. И он как-то вот успокаивает. Вот меня скажем, не раз успокоил. Он сказал «ладно там, надо просто поговорить с ними». Или «ладно, прости их». И в таком духе. Я подозреваю, что у него со мной, там скажем, свои отношения. Я подозреваю, что у него со всеми такие вот свои отношения.— Ольга Арефьева

Олег Коврига — видимо, тот самый человек, которого я знаю как кандидата химических наук, устроителя подпольных рок-концертов. А также он автор замечательных статей в самиздате под псевдонимом «Д. Морозов», и организатор студии «Выход», которой мы обязаны переизданием на CD целой фонотеки раритетных записей. А в истории Чукотки он оставил след как строитель, о котором бригадир отзывался «таких один на тысячу».— Илья Смирнов

## Книги
- Цой К., Коврига О., Цой В. Про шабашку. — Санкт-Петербург: Красный матрос, 2008. — 216 с. — ISBN 5718741931.
- Коврига О. В. Что я видел. — Москва: Выргород, 2017. — 352 с. — ISBN  9785905623073.